# Campionato sudamericano maschile under 21 di pallavolo 1972
Il campionato sudamericano maschile under 21 di pallavolo 1972 si è svolto dal 15 al 21 settembre 1972 a Rio de Janeiro, in Brasile: al torneo hanno partecipato sei squadre nazionali under 21 sudamericane e la vittoria finale è andata per la prima volta al Brasile.

## Impianti
|                                                                                |  |  |
|                                                                                |  |  |
| Ginásio Banco do Brasil Città: Rio de Janeiro Capienza: 400 Anno d'apertura: - |  |  |

## Regolamento

### Formula
Le squadre hanno disputato un'unica fase con formula del girone all'italiana.

### Criteri di classifica
Sono stati assegnati 2 punti alla squadra vincente e 1 a quella sconfitta.
L'ordine del posizionamento in classifica è stato definito in base a:
- Punti;
- Ratio dei set vinti/persi;
- Ratio dei punti realizzati/subiti.

## Squadre partecipanti
| Squadra   | Qualificazione | Ultima partecipazione |
| --------- | -------------- | --------------------- |
| Argentina | -              | Debutto               |
| Brasile   | -              | Debutto               |
| Cile      | -              | Debutto               |
| Colombia  | -              | Debutto               |
| Perù      | -              | Debutto               |
| Uruguay   | -              | Debutto               |

## Torneo

### Risultati
| 15 settembre 1972 Ginásio Banco do Brasil, Rio de Janeiro Durata: 1h:23 - Spettatori: ? | Perù      | 3 - 0 | Colombia  | 15-11, 15-11, 16-14             |
| 15 settembre 1972 Ginásio Banco do Brasil, Rio de Janeiro Durata: 1h:04 - Spettatori: ? | Argentina | 3 - 0 | Cile      | 15-8, 16-14, 15-7               |
| 15 settembre 1972 Ginásio Banco do Brasil, Rio de Janeiro Durata: 0h:32 - Spettatori: ? | Brasile   | 3 - 0 | Uruguay   | 15-3, 15-0, 15-4                |
| 16 settembre 1972 Ginásio Banco do Brasil, Rio de Janeiro Durata: 1h:49 - Spettatori: ? | Cile      | 3 - 2 | Uruguay   | 16-14, 15-12, 6-15, 11-15, 15-8 |
| 16 settembre 1972 Ginásio Banco do Brasil, Rio de Janeiro Durata: ? - Spettatori: ?     | Argentina | 3 - 1 | Perù      | 15-11, 13-15, 15-10, 15-10      |
| 16 settembre 1972 Ginásio Banco do Brasil, Rio de Janeiro Durata: 0h:44 - Spettatori: ? | Brasile   | 3 - 0 | Colombia  | 15-2, 15-5, 15-5                |
| 18 settembre 1972 Ginásio Banco do Brasil, Rio de Janeiro Durata: 1h:19 - Spettatori: ? | Cile      | 3 - 1 | Perù      | 10-15, 15-5, 15-13, 15-11       |
| 18 settembre 1972 Ginásio Banco do Brasil, Rio de Janeiro Durata: 1h:50 - Spettatori: ? | Uruguay   | 3 - 2 | Colombia  | 15-8, 18-16, 15-17, 6-15, 15-12 |
| 18 settembre 1972 Ginásio Banco do Brasil, Rio de Janeiro Durata: ? - Spettatori: ?     | Brasile   | 3 - 0 | Argentina | 15-4, 15-4, 15-2                |
| 19 settembre 1972 Ginásio Banco do Brasil, Rio de Janeiro Durata: 1h:20 - Spettatori: ? | Cile      | 3 - 1 | Colombia  | 12-15, 16-14, 15-10, 15-7       |
| 19 settembre 1972 Ginásio Banco do Brasil, Rio de Janeiro Durata: ? - Spettatori: ?     | Argentina | 3 - 0 | Uruguay   | 15-11, 15-12, 15-5              |
| 19 settembre 1972 Ginásio Banco do Brasil, Rio de Janeiro Durata: 0h:45 - Spettatori: ? | Brasile   | 3 - 0 | Perù      | 15-1, 15-2, 15-4                |
| 20 settembre 1972 Ginásio Banco do Brasil, Rio de Janeiro Durata: ? - Spettatori: ?     | Argentina | 3 - 2 | Colombia  | ?                               |
| 20 settembre 1972 Ginásio Banco do Brasil, Rio de Janeiro Durata: ? - Spettatori: ?     | Uruguay   | 3 - 0 | Perù      | ?                               |
| 21 settembre 1972 Ginásio Banco do Brasil, Rio de Janeiro Durata: 0h:36 - Spettatori: ? | Brasile   | 3 - 0 | Cile      | 15-3, 15-2, 15-6                |

### Classifica
| Pos | Squadra   | Pt | G | V | P | SV | SP | Ratio | PF | PS | Ratio |
| --- | --------- | -- | - | - | - | -- | -- | ----- | -- | -- | ----- |
| 1   | Brasile   | 10 | 5 | 5 | 0 | 15 | 0  | MAX   | ?  | ?  | ?     |
| 2   | Argentina | 8  | 5 | 4 | 1 | 12 | 6  | 2.000 | ?  | ?  | ?     |
| 3   | Cile      | 6  | 5 | 3 | 2 | 9  | 10 | 0.900 | ?  | ?  | ?     |
| 4   | Uruguay   | 4  | 5 | 2 | 3 | 8  | 11 | 0.727 | ?  | ?  | ?     |
| 5   | Perù      | 2  | 5 | 1 | 4 | 5  | 12 | 0.417 | ?  | ?  | ?     |
| 4   | Colombia  | 0  | 5 | 0 | 5 | 5  | 15 | 0.333 | ?  | ?  | ?     |

## Classifica finale
| Pos | Squadre   |
| --- | --------- |
|     | Brasile   |
|     | Argentina |
|     | Cile      |
| 4   | Uruguay   |
| 5   | Perù      |
| 6   | Colombia  |